# Партия трудящихся (Бразилия)
Партия трудящихся (порт. Partido dos Trabalhadores) — левая политическая партия Бразилии. Одна из самых популярных партий Бразилии. Придерживается левоцентристских, демосоциалистических и социал-демократических взглядов.
Партия основана в 1980 году как коалиция противостоящих военной диктатуре рабочих профсоюзов, безземельных крестьян, экологических и других социальных движений, сторонников теологии освобождения, левых интеллектуалов, активистов троцкистских и других марксистских групп. Среди её организаторов были профсоюзный лидер Лула да Силва, национальный герой эколог Шику Мендес и другие. В 1991 году некоторые члены партии покинули её и в 1995 году организовали Партию рабочего дела. Следующий крупный откол левого крыла от Партии трудящихся состоялся уже после её прихода к власти — исключённые из партии за критику её компромиссов с неолиберализмом создали в 2004 году Партию социализма и свободы.
Партия трудящихся находилась при власти во главе коалиционного правительства с 1 января 2003 по 31 августа 2016 года. После парламентских выборов 2002 года ПТ впервые стала крупнейшей фракцией в Палате депутатов и Сенате. Партию представляли двое президентов Бразилии — Лула да Силва, достигший наивысших в истории страны рейтингов поддержки, и сменившая его в 2011 году преемница Дилма Русеф, низложенная импичментом в 2016 году.
На выборах 2006 года получила 83 места в парламенте из 513.

## Аннотированная библиография
- MENEGOZZO Архивная копия от 17 октября 2015 на Wayback Machine, Carlos Henrique Metidieri; KAREPOVS, Dainis; MACIEL, Aline Fernanda; SILVA, Patrícia Rodrigues da; CESAR, Rodrigo. Partido dos Trabalhadores: bibliografia comentada (1978—2002). São Paulo: Editora Fundação Perseu Abramo, 2013. 413 p.